# Hele

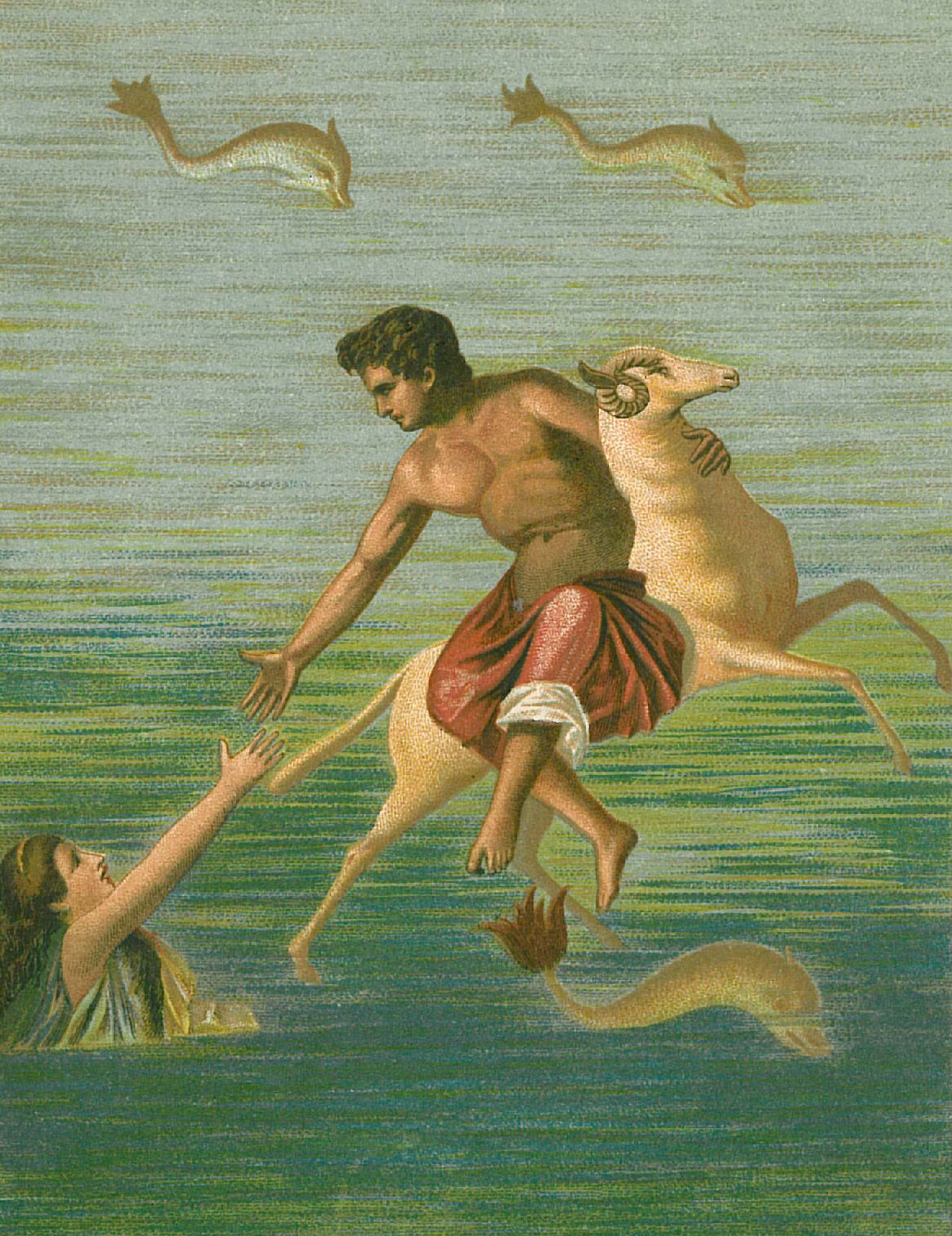
Frixo y Hele: ilustración de un libro de 1902 en la que se reproduce un fresco de Pompeya datado entre el 45 y el 79 d. C.

En la mitología griega Hele (en griego: Ἕλλη, Héllē), epónima del Helesponto (Ἑλλήσποντος, literalmente «mar de Hele») y hermana de Frixo, era hija del rey de Beocia, Atamante, y de su primera esposa, Néfele.
Atamante se casó más tarde con Ino, de la que nacieron Learco y Melicertes. Ino, que urdía intrigas contra los hijos de Néfele, persuadió a las mujeres para que tostasen el trigo. Ellas, cogiéndolo sin conocimiento de los hombres, así lo hicieron. Y la tierra sembrada con los granos tostados no dio la cosecha anual; por ello Atamante envió mensajeros a Delfos para preguntar el modo de librarse de la esterilidad. Ino los convenció para que dijesen como respuesta del oráculo que cesaría la esterilidad si Frixo era sacrificado a Zeus. Al oír esto Atamante, obligado por los habitantes de la región, puso a Frixo en el altar. Pero Néfele con su hija lo arrebató y entregó a ambos un carnero con vellón de oro, obsequio de Hermes, y llevados por él a través del cielo cruzaron tierra y mar. Cuando pasaban sobre el mar que separa Sigeo del Quersoneso, Hele cayó al abismo y allí murió: desde entonces el estrecho se llama Helesponto por ella. Actualmente es el estrecho de los Dardanelos.
Otros dicen que mientras el carnero los pasaba por la parte más estrecha del mar dejó caer a Hele, y, tras perder el cuerno, Poseidón la salvó y, tras acostarse juntos, engendró en ella un hijo de nombre Peón (epónimo de Peonia), mientras que a Frixo lo condujo a salvo al Ponto Euxino, a presencia de Eetes. O puede que Hele muriera de enfermedad durante la travesía. Otros a Peón lo denominan como Edono y añaden además a otro hijo de esta unión, el gigante gentil Álmope (epónimo de Almopía). Licofrón dice que existían sacrificios de doncellas en honor a Hele.

## Donde aparece el mito
- HIGINO: Fábulas (Fabulae). 
  - 3: Frixo (Phrixus). 
    - Texto inglés en el sitio Theoi; trad. de 1960 de Mary Grant.
      - Texto latino en el sitio de la Bibliotheca Augustana (Augsburgo).
      - Texto en latín, en Wikisource.
      - Ed. de 1872 en Internet Archive: texto latino en facsímil electrónico.

- ERATÓSTENES: Catasterismos (Καταστερισμοί). 
  - 19: Carnero (Κριός; Aries): Crisomalo (Χρυσομαλλος), el carnero del vellocino de oro.
    - Texto latino en Google Books; facsímil electrónico. 
      - Texto griego en Internet Archive; facsímil electrónico.

- HIGINO: Astronomía poética (De Astronomica).
  - 20: Carnero. 
    - Texto inglés en el sitio Theoi; trad. de 1960 de Mary Grant.